# Трифолий (искусство)
Трифолий (лат. trifolium — трилистник) — трёхлопастная розетка, мотив декоративного обрамления в виде трёх лепестков или комбинации «Звезды Давида» (двух равносторонних треугольников: один обращён вершиной вверх, другой вниз) и трёх равных окружностей, построенных на биссектрисах углов треугольников. Столь изысканное построение связано с эпохой готики.
В античности — более простая фигура, изображение листа клевера, символа превращений, связанного с мифом об Актеоне, атрибутом которого был клевер. В христианстве — символ Пресвятой Троицы, а также атрибут Святого Патрика и в этом качестве — старинная эмблема Ирландии. Другая форма названия — треф, или трефоль, что связано с эзотерической символикой и магией карт Таро.
В истории архитектуры — трёхлепестковая форма плана центрических церквей и капелл, иначе — триконх, церковь с «тремя лепестками», полукружиями апсид. Родственная форма — квадрифолий (четырёхлистник). В искусстве готического стиля мотивы трёхлепесткового орнамента соотносили одновременно с геометрией планов архитектурных сооружений, выстраиваемых по принципу триангуляции, и символикой Троицы.
В сложной орнаментике готической каменной и деревянной резьбы, переплётах витражных окон, вимпергов, резьбе церковной мебели кресел хоров, такие мотивы, сохраняя свою символику, превращались в сочетании с другими фигурами в сложные переплетения типа масверка.